# Can (banda)
Can (estilizado como CAN) fue una de las bandas de música más importantes del movimiento krautrock de Alemania a fines de los años 1960. Esta agrupación se destacaba por las diversas raíces musicales de sus músicos: Irmin Schmidt provenía de la escuela de Stockhausen, al igual que Holger Czukay, quien ya había grabado un interesante disco con su banda Canaxis; Jaki Liebezeit provenía de una escena más apegada al free jazz, mientras que Michael Karoli era quien más cercano se encontraba al rock de los 1960; sus dos principales y más reconocidos vocalistas, Malcolm Mooney y Damo Suzuki eran principalmente «intérpretes» (performers) con una fuerte personalidad que complementaba al grupo. 
La música experimental de Can se basaba principalmente en la percusión de Jaki Liebezeit, la improvisación de todos sus miembros e influencias de la psicodelia de Pink Floyd, la experimentación de The Velvet Underground, el funk de James Brown, las artes del estudio de grabación de Lee Perry y el free jazz de Albert Ayler. Fue un grupo con mucha influencia en gran cantidad de géneros que surgieron desde entonces, como el punk, el post punk, la new wave, la música electrónica, la música industrial y el ambient.

## Historia
La banda se formó en Colonia, en 1968, y estaba compuesta por Czukay, Schmidt, Karoli, Liebezeit y el flautista David Johnson. Poco tiempo después, aún en 1968, se unió a la banda el cantante estadounidense Malcolm Mooney. La formación, todavía sin nombre fijo, estableció su estudio Inner Space, en Schloss Nörvenich, un castillo cerca de Colonia. A finales de 1968 David Johnson abandonaba la banda, no sin antes participar en las grabaciones que muchos años después se publicarían como el álbum Delay 1968. En la misma época, Mooney y Liebezeit propusieron que la banda adoptara el nombre The Can («la lata»). Sin embargo, en torno a la fecha de publicación del primer álbum, el teclista Schmidt declaró a la prensa que las letras del nombre constituían un retroacrónimo que significaba «Communism, Anarchism and Nihilism» («comunismo, anarquismo y nihilismo»).
Con el cantante Mooney la banda grabaría su primer álbum, Monster Movie, y algunos de los temas de Soundtracks. Luego Mooney deja la banda y es reemplazado por el japonés Damo Suzuki, con quien sacarían sus álbumes más importantes e innovadores. 
En 1970 editan el citado Soundtracks, un álbum que tenía siete temas que la banda había grabado para las bandas sonoras de diversas películas, en dos de los cuales canta Mooney. Al año siguiente editan Tago Mago, un ambicioso álbum doble que se convirtió en el más importante de la banda. Este álbum, además de tener canciones típicas de la banda como «Halleluwah» (de 18 minutos, basada en gran parte en los repetitivos pero complejos ritmos de Liebezeit), incluye momentos muy experimentales, como el tema de 17 minutos llamado «Aumgn», que es un collage de sonidos, y «Peking O», otra pieza de vanguardia en donde se destaca la bizarra performance de Suzuki. El siguiente álbum, Ege Bamyasi, editado en 1972, es menos arriesgado y más accesible, aunque también tiene una pieza bastante experimental de 10 minutos titulada «Soup». Con su álbum del año siguiente, Future Days, la banda cambia su sonido: Suzuki pierde protagonismo mientras que la banda utiliza texturas más atmosféricas, que hicieron que muchos lo consideraran un precursor del ambient. Suzuki dejó la banda tras este álbum, por lo que Karoli y Schmidt comenzaron a cantar. 
Soon Over Babaluma es un álbum similar a Future Days pero con algunos experimentos propios. Sin embargo, a partir de este álbum es donde se considera que la banda deja de ser tan relevante: en sus siguientes álbumes se movieron en una dirección más accesible y convencional. Landed es uno de sus álbumes más roqueros y Flow Motion es uno de sus álbumes más accesibles (el sencillo «I Want More» llegó a tener algo de éxito comercial), en donde experimentan con el reggae y ritmos bailables.
A la banda se le sumaron dos exmiembros de Traffic, el bajista Rosko Gee y el percusionista Reebop Kwaku Baah, mientras que Czukay dejó de ser el bajista para encargarse de los instrumentos electrónicos de Saw Delight y dejó la banda antes de que se editara Out Of Reach. Esos dos álbumes, junto a su último álbum Can (también conocido como Inner Space), suelen ser considerados entre sus peores álbumes.
La banda se disolvió en 1979, después de editarse Can, pero la alineación original con Mooney se volvió a juntar en 1989, cuando grabaron Rite Time.

## Integrantes

### Miembros principales
- Holger Czukay - bajo e instrumentos electrónicos (hasta 1977 y en 1986).
- Jaki Liebezeit - batería
- Irmin Schmidt - teclados y voz.
- Michael Karoli - guitarra, violín y voz.
- Malcolm Mooney - voz (hasta 1970 y desde 1986 a 1991).
- Damo Suzuki - voz (desde 1970 hasta 1973).

### Miembros secundarios
- David Johnson - instrumentos de viento e instrumentos electrónicos (1968)
- Manni Löhe - percusión, flauta y voz (1968)
- Rosko Gee - bajo y voz (desde 1977 hasta 1979)
- Rebop Kwaku Baah - percusión (desde 1977 hasta 1979)
- Michael Cousins - voz (1976)

## Discografía

### Álbumes de estudio
- "Monster Movie" (1969)
- "Soundtracks" (1970)
- "Tago Mago" (1971)
- "Ege Bamyasi" (1972)
- "Future Days" (1973)
- "Soon Over Babaluma" (1974)
- "Landed" (1975)
- "Flow Motion" (1976)
- "Saw Delight" (1977)
- "Out Of Reach" (1978)
- "Can" (también conocido como "Inner Space") (1979)
- "Rite Time" (1989)

### Colecciones
- "Limited Edition" (1974)
- "Unlimited Edition" (1976)
- "Delay 1968" (1981)
- "Singles" (2017)

### Álbumes en vivo
- "Peel Sessions" (1995) (grabaciones en el programa de radio de John Peel en la BBC entre 1973 y 1976)
- "Radio Waves" (1997) (grabado entre 1969 y 1972)
- "Live" (1999) (grabado entre 1969 y 1972)

### Especial
- "Givt" (2005) Datenverarbeiter vs. Jaki Liebezeit Online Album http://www.datenverarbeiter.com/